# Maksymilian Pająk
Maksymilian Wiktor Pająk (ur. 14 grudnia 1938 w Trzebini, zm. 2019) – polski inżynier chemii. Absolwent z 1962 Politechniki Wrocławskiej. Od 1989 profesor na Wydziale Chemicznym Politechniki Wrocławskiej.